# تاريخ مدينة كيبك
لعبت مدينة كيبك دورًا خاصًا في التاريخ الكندي، فهي الموقع الذي قام المستعمرون الفرنسيون فيه بتأسيس مستعمرة كندا (فرنسا الجديدة) في القرنين السابع عشر والثامن عشر.
كان غالب السكان يتحدثون اللغة الفرنسية ويعتنقون الرومانية الكاثوليكية، مع وجود أقلية كبيرة من الناطقين باللغة الإنجليزية، ازدادوا في السنوات الأخيرة بسبب قدوم المهاجرين من آسيا. كان الانعزال السياسي للمتحدثين بالفرنسية عن المتحدثين بالإنكليزية سمةً ثابتةً منذ أواخر القرن التاسع عشر. ازدادت التوترات خصوصًا خلال الحرب العالمية الأولى. تاريخيًا، سيطر التجار والممولون البريطانيون على الاقتصاد وهيمنوا على مدينة مونتريال. بنت الكنيسة الكاثوليكية، بالتعاون الوثيق مع مالكي الأراضي، هيكلًا اجتماعيًا تقليديًا للغاية في بلدة كيبك الريفية والصغيرة. تغير معظم ذلك الهيكل خلال الثورة الهادئة في ستينيات القرن العشرين. اكتسب الانفصاليون في كيبك، الذين طالبوا بدولة مستقلة، القوة لكنهم هُزموا بفارق ضئيل في استفتاءين. فرضت كيبك قوانين صارمة بشكل متزايد لصالح اللغة الفرنسية. غادر العديد من المتحدثين بالإنكليزية، حالهم حال العديد من الشركات الوطنية والدولية التي كان مقرها في مونتريال. منذ عام 1966، انخفض عدد سكان مونتريال حتى الثمانينيات من القرن العشرين، وفقًا لبيانات التعداد. كان حجم مونتريال ضعف حجم تورنتو طوال القرن العشرين تقريبًا. ولكن بحلول عام 2001، لم تعد أخيرًا أكبر مدينة في كندا.

## تاريخ ما قبل الكولومبي (ما قبل التاريخ - 1533)
كانت مستوطنات السكان الأصليين منتشرة في منطقة كيبك المعاصرة قبل وصول الأوروبيين. وفي أقصى المناطق الشمالية للمحافظة، كانت تتواجد مجتمعات الإنويت. أما مجتمعات السكان الأصليين الأخرى فكانت تنتمي إلى ما يلي من الأمم الأولى:
- شعب الأبيناكي
- شعب الألجونكوين
- أتيكاميكو
- شعب الكري
- شعب الإنو
- شعب الماليسيت
- شعب الميغماك
- شعب الموهاوك
- ناسكابي
- شعب الويندات

وقد كانت مستوطنات السكان الأصليين المنتشرة في منطقة كويبيك المعاصرة تتسم بالتنوع، فيما يتعلق باللغات وطريقة الحياة والاقتصاد والاعتقادات الدينية. ولم تكن لهم لغات مكتوبة، وكانوا يقومون بتمرير تاريخهم وغير ذلك من المعارف الثقافية الخاصة بهم من جيل إلى آخر من خلال التقاليد الشفهية.
واليوم، حوالي ثلاثة أرباع السكان الأصليين من كويبيك يعيشون في مجتمعات صغيرة مبعثرة في المناطق الريفية في المقاطعة، وبعضها يعيش في المحميات.

### عصر هنود باليو (11.000–8000 قبل الميلاد)
وتشهد الأدلة الأثرية الموجودة بتواجد البشر في مناطق كويبك الحالية، منذ حوالي عام 10.000 قبل الميلاد. وقد سبق السكان الأمريكيين من الباليو وصول شعوب الألجونكويان والإيروكواس إلى جنوبي كويبك قبل 10.000 عام.

### العصر العتيق (8000–1500 قبل الميلاد)
تُبعت فترة هنود الباليو بالفترة العتيقة، وهي فترة حدثت فيها تغييرات ضخمة في الصور الطبيعية والمستوطنات في منطقة كويبيك. مع انتهاء التجلد، زادت مساحة المناطق القابلة للسكن، وأخذت البيئة (مثل المناخ والزراعة والبحيرات والأنهار) في الاستقرار بشكل متزايد. وأصبحت الهجرة أكثر ندرة، وأصبح الانتقال نشاطًا موسميًا ضروريًا من أجل صيد الحيوانات أو صيد الأسماك أو التجمع.
وقد كان وضع السكان البدو في الفترة العتيقة أفضل، وكانوا معتادين للغاية على الموارد المتاحة في المناطق التي يتواجدون بها. وقد تأقلموا مع الأشياء المحيطة بهم، وشهدوا درجة من درجات النمو السكاني. وقد تنوعت الوجبات التي يتناولونها والأدوات التي يعتمدون عليها. وقد كانت الشعوب الأصلية تستخدم قدرًا كبيرًا من المواد المحلية المتنوعة، كما قاموا بتطوير أساليب جديدة، مثل حجارة الصقل، كما اخترعوا أدوات متخصصة بشكل متزايد، مثل السكاكين والمثاقب وخطاطيف صيد الأسماك والشباك.

## الاستكشاف الفرنسي المبكر (1508-1607)
في عام 1508، بعد 16 عامًا فقط من الرحلة الأولى لكريستوفر كولومبوس، جلب توماس أوبر، الذي كان على الأرجح جزءًا من رحلة صيد بالقرب من نيوفندلاند، بعض الهنود الحمر إلى فرنسا. يشير هذا إلى أنه في أوائل القرن السادس عشر، غامر الملاحون الفرنسيون في خليج سانت لورانس، إلى جانب الباسكيون والإسبان الذين فعلوا الشيء نفسه.
علاوةً على ذلك، كتب جاك كارتييه في مذكرته أنه حين أجرى اتصالاته الأولى مع الهنود الحمر (هنود سانت لورانس إيروكويز)، فإنهم جاءوا إليه في قواربهم ليعرضوا عليه الفراء. تُشجعنا كل هذه الحقائق والعديد من التفاصيل الأخرى على الاعتقاد بأن هذا لم يكن الاجتماع الأول بين الهنود الحمر والأوروبيين

### رحلات جاك كارتييه

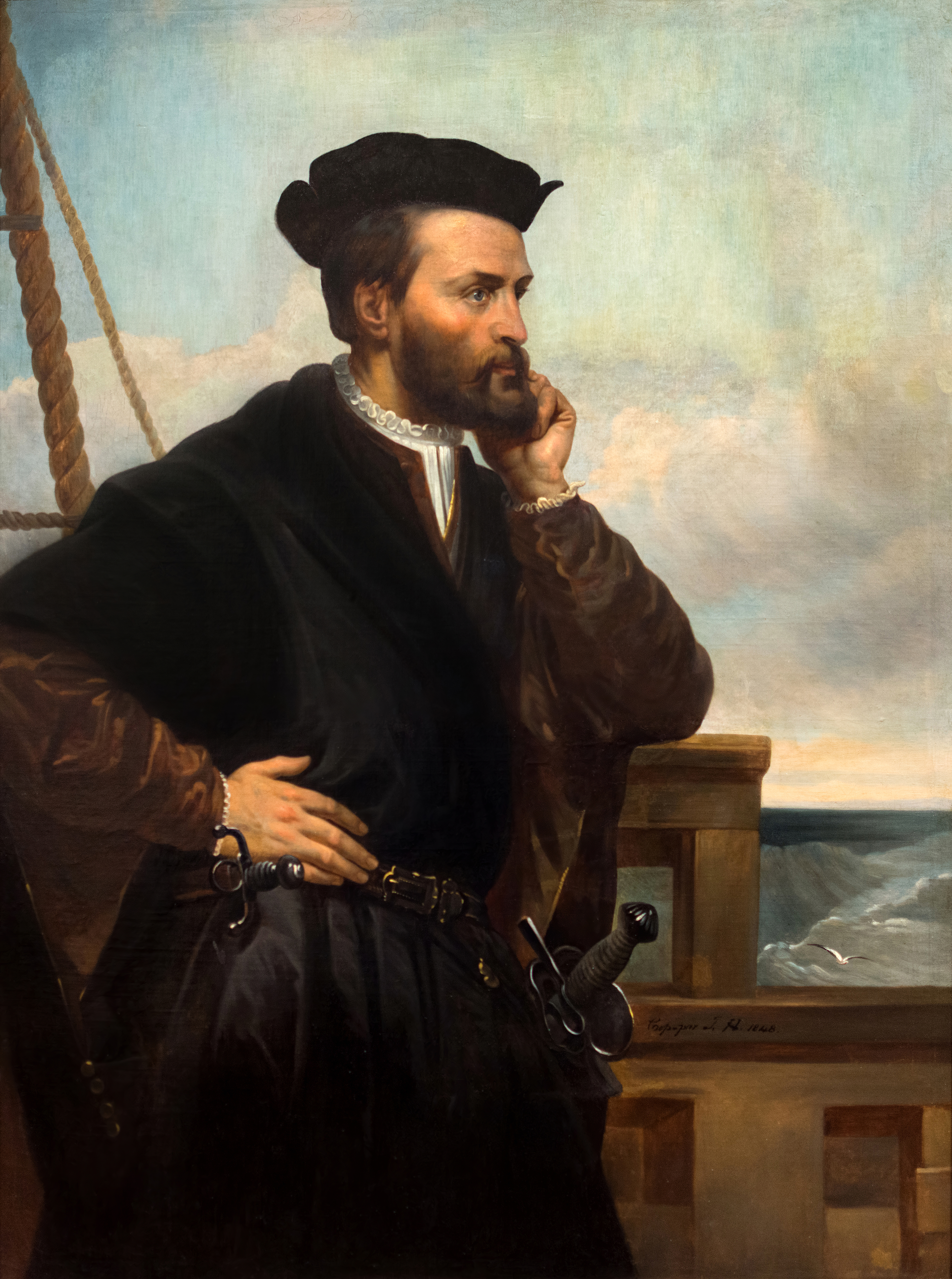
جاك كارتييه

في 24 يونيو 1534، بنى المستكشف الفرنسي جاك كارتييه كنيسة في شبه جزيرة غاسبيزيا واستولى على المنطقة باسم الملك فرانسوا الأول ملك فرنسا.
في رحلته الثانية في 26 مايو 1535، أبحر كارتييه صوب قرى سانت لورانس إيروكويان في ستاداكونا، بالقرب من مدينة كيبك الحالية، وهوتشيلاغا، بالقرب من مونتريال الحالية.
في عام 1541، أصبح جان فرانسوا روبرفال ملازمًا في فرنسا الجديدة وكان مسؤولًا عن بناء مستعمرة جديدة في أمريكا. كان كارتييه هو الذي أسس أول مستوطنة فرنسية على الأراضي الأمريكية، وهي مستعمرة شارلسبورج رويال.
أُصيبت فرنسا بخيبة أمل بعد رحلات كارتييه الثلاث ولم تكن ترغب في استثمار مبالغ كبيرة أخرى في مغامرة ذات نتائج غير مؤكدة. تبع ذلك فترة من اللامبالاة بالعالم الجديد لدى السلطات الفرنسية. لم يعد الاهتمام بهذه الأراضي الشمالية سوى في نهاية القرن السادس عشر.
ومع ذلك، حتى خلال الوقت الذي لم تُرسل فيه فرنسا مستكشفين رسميين، جاء صيادو منطقة بريتون والصيادون الباسكيون إلى الأقاليم الجديدة لتخزين سمك القد وزيت الحوت. نظرًا لأنهم أُجبروا على البقاء لفترة أطول من الوقت، فقد بدأوا في تجارة أغراضهم المصنوعة من المعدن مقابل الفراء الذي قدمه السكان الأصليون. أصبحت هذه التجارة مربحة وبالتالي أُنعش ذلك الاهتمام بالمنطقة.

## التأسيس

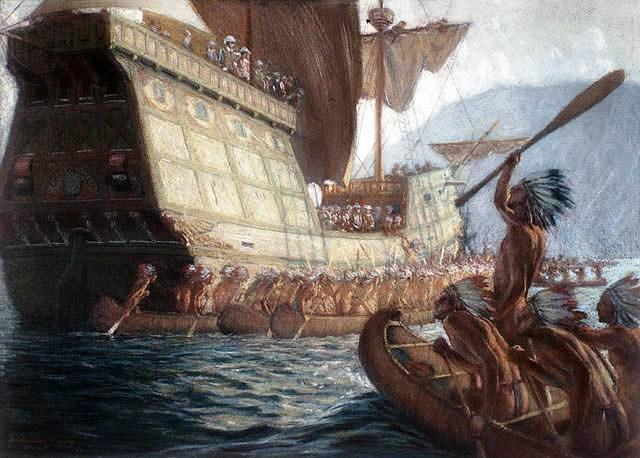
وصول صمويل شمبلن

في 3 يوليز 1608 قام صمويل شمبلن بتاسيس مدينة كيبك تحت امر من بيير دوكا دو مونس. موقعها كان بالقرب من موقع قرية قديمة ايروكية المسماة ستانداكوني. كانت مهد الحضارة الفرانكوفونية بأمريكا الشمالية. في فجر القرن السابع عشر لم يكن الموقع سوى محطة لبعض قبائل الرحل ومكانا حيث يقل صبيب النهر. كان الموقع الأمثل لبناء مستعمرة دائمة.
في نهاية الحكم الفرنسي موطن المدينة الحالية شكل عاملا جادبا. كانت مدينة ال8000 نسمة محاطة بعدة قرى وحقول كثيرة. كانت فريدة بمعمارها واسوارها الوحيدة في أمريكا الشمالية وزقاقها المتعددة ومنازلها. رغم حضريتها وكونها عاصمة كيبك لم تكن سوى مدينة استعمارية صغيرة تابعة اقتصاديا للمعمر. كانت المدينة توفر منتوجات قادمة من فرنسا عوض المنتوجات الزراعية وحطب التدفئة من سوقي المدينة.

## فرنسا الجديدة (1534–1759)
كانت كيبك الحديثة جزءًا من أراضي فرنسا الجديدة، وهو الاسم الذي كان سائدًا لممتلكات فرنسا في أمريكا الشمالية حتى عام 1763. في أقصى اتساع لها، قبل معاهدة أوترخت، تضمنت هذه المنطقة العديد من المستعمرات، لكل منها إدارتها الخاصة، وهي: كندا وأكاديا وخليج هدسون ولويزيانا.

### كندا الفرنسية (1608–1759)
بعد ثلاثة أرباع قرن من استكشافها من قِبل جاك كارتييه واستعمارها من قِبل روبرتفال، وضع صموئيل دي شامبلين الأساس لكندا الفرنسية.

#### السنوات المبكرة (1663-1608)
تأسست مدينة كيبك في عام 1608 من قِبل صامويل دي شامبلين. تأسست بعض البلدات الأخرى قبل ذلك، أشهرها بلدة تادوساك في عام 1604 والتي لا تزال موجودة حتى اليوم، لكن كيبك عُنيت لتكون أول مستوطنة دائمة وليست محطة تجارية بسيطة. أصبحت مع مرور الوقت عاصمةً لكندا وجميع فرنسا الجديدة.
كانت النسخة الأولى من البلدة عبارة عن مبنى واحد كبير مسور يُدعى المسكن. اُنشئ مسكن مماثل في بورت رويال في عام 1605، في أكاديا. اتُخذ هذا النظام أيضًا للحماية من التهديدات المتصَورة التي يشكلها السكان الأصليين. كانت صعوبة إمداد مدينة كيبك من قِبل فرنسا ونقص المعرفة بالمنطقة تعني أن الحياة كانت صعبة. توفي جزء كبير من السكان نتيجة الجوع والأمراض خلال الشتاء الأول. ومع ذلك، سرعان ما توسعت الزراعة وزاد التدفق المستمر للمهاجرين، الذين كان معظمهم من الرجال الباحثين عن المغامرة، من عدد السكان في المستوطنة.
سرعان ما أنشأ الفرنسيون محطات تجارية في جميع أنحاء أراضيهم، وتاجروا بالفراء مع الصيادين الأصليين. اكتشف «عدّائو الغابات»، الذين كانوا تجارًا مستقلين، جزءًا كبيرًا من المنطقة بأنفسهم. حافظوا على تدفق التجارة والاتصالات من خلال شبكة واسعة على طول أنهار المناطق النائية. ورث التجار الإنجليز والأسكتلنديون هذه الشبكة بعد سقوط الإمبراطورية الفرنسية في كيبك، وأصبح العديد من «عدّائي الغابات» جوالون لصالح البريطانيين.

#### الراهبات الكاثوليكيات
كان لدى النساء الكنديات بعض المجالات التي يسيطرن عليها خارج المنزل. كانت الراهبات الكاثوليك الرومان استثناءً مهمًا. نتيجة تأثير التدين الشعبي في فرنسا بالإصلاح المضاد، ظهرت مراتب جديدة للنساء في القرن السابع عشر وأصبحت سمة دائمة لمجتمع كيبك.
وصلت راهبات أورسولين إلى مدينة كيبك في عام 1639، وإلى مونتريال في عام 1641. انتشرن أيضًا في المدن الصغيرة. اضطررن إلى التغلب على الظروف القاسية والتمويل غير المؤكد والسلطات غير المتعاطفة، إذ شاركن في وظائف تعليمية وتمريضية. جذبت الراهبات انتباه الأوقاف وأصبحن مالكات أراضي ذوات أهمية في كيبك. كانت ماري دي لانكارنيشن (1599-1672) هي الأم الكبيرة في كيبك بين عامي 1639-1672.

## الغزو البريطاني (1760-1756)
في منتصف القرن الثامن عشر، نمت أمريكا الشمالية البريطانية حتى أصبحت قريبة من دولة مستقلة كاملة، وهو ما حصل بالفعل بعد بضعة عقود، بتعداد سكان يبلغ أكثر من مليون نسمة. وفي الوقت نفسه، كانت فرنسا الجديدة لا تزال تُعتبر في الغالب مصدرًا رخيصًا للموارد الطبيعية للعاصمة باريس، وكان يقطنها 60,000 نسمة فقط. ومع ذلك، كانت فرنسا الجديدة أكبر من الناحية الإقليمية من المستعمرات الثلاثة عشر البريطانية، ولكن عدد سكانها كان أقل بنسبة 1/10 مقارنةً بحجمها. كانت هناك حرب على طول الحدود، دعم فيها الفرنسيون الغارات الهندية على المستعمرات الأمريكية.
وقعت أولى المعارك في الحرب الفرنسية والهندية في عام 1754 وسرعان ما اتسعت إلى حرب سبع سنوات عالمية النطاق. شملت أراضي فرنسا الجديدة في ذلك الوقت الأجزاء الشمالية من ولاية نيويورك الحالية، وجرت سلسلة من المعارك هناك. حقق الجيش الفرنسي نجاحات مبكرة في هذه المعارك الحدودية، إذ سيطر على عدة نقاط إستراتيجية في عامي 1756 و1757.
أرسل البريطانيون قوات عسكرية كبيرة، في حين سيطرت البحرية الملكية البريطانية على المحيط الأطلسي، مما منع فرنسا من إرسال كميات كبيرة من المساعدات. في عام 1758، استولى البريطانيون على لويسبورغ، إذ سيطروا على مدخل سانت لورانس، وسيطروا أيضًا على الحصون الرئيسية في معارك فرونتيناك ودوكيسن الحدودية. على الرغم من الهزيمة المدوية للتدخل البريطاني الرئيسي المزعوم في معركة كاريلون (الذي من المفترض أن الراية فيها حملت الإلهام لعلم كيبك الحديث)، كان الموقف العسكري الفرنسي ضعيفًا.

## القرن الواحد والعشرين
في أبريل 2001 مدينة كيبك احتضنت قمة كيبك للامريكيتين لنقاش اتفاق التبادل الحر بين الامريكيتين. طبع القمة عدة مناوشات بين الشرطة ومجموعات معارضة للعولمة لدا قررت الشرطة عزل جزء من المدينة حول القمة لأسباب أمنية.
مند فاتح يناير 2002 بعد إعادة تنظيم المنطقة الحضرية في كيبك أصبحت مدينة كيبك تجمع إحدى عشر جماعة هي
- سانت فوي Sainte-Foy : كانت سانت فوي سيلفري وانقسمت إلى سانت فوي وسيلفري.
- بوبور Beauport
- شارل سبورغ Charlesbourg
- سيلفري Silvery : كانت سانت فوي سيلفري وانقسمت إلى سانت فوي وسيلفري.
- لوريت فيل Loretteville :
- فال بيلير Val-Bélair :
- كاب روج Cap-Rouge :
- سانت ايميل Saint-Émile : كان اسمها سانت شارل العالية وانقسمت إلى سانت ايميل وبحيرة سانت شارل.
- بحيرة سانت شارلLac-Saint-Charles: كان اسمها سانت شارل العالية وانقسمت إلى سانت ايميل وبحيرة سانت شارل.
- فانييه Vanier : كان اسمها البحيرات.
- كيبك المدينة القديمة.

في 2005 العاصمة الوطنية أو مدينة كيبك استضافت المنافسة الرياضية الثانية عالميا بعد الألعاب الأولمبية من حيث عدد المشاركين انها الألعاب العالمية للشرطة والاطفائيين وعرفت إقبالا ومتابعة كبيرة.لقد حضر لها 11000 لاعب و 14000 مرافق أي 25000 في المجموع وكانت درجة الحرارة 30 درجة تحت الصفر.

## 2006
في 2006 كيبك كانت المحتضنة للالعاب الجبلية للصغار الموقع الرسمي.
من 28 فبراير إلى 8 مارس 2006 اجتمع ازيد من 200 رياضيمن 50 دولة في جو اخوي وتنافسي اعمارهم ما بين 15 و 19 سنة.
يوم 31 مارس 2006 في حين كانت ستحتفل بعيدها ال 70 كأقدم حديقة حيوانات في كندا اغلقت حديقة حيوانات كيبك بقرار كومي.